# Dorcasiidae
Die Dorcasiidae sind eine kleine Familie der Schnecken aus der Unterordnung der Landlungenschnecken (Stylommatophora). Die knapp 30 Arten der Familie sind geographisch auf das südliche Afrika beschränkt.

## Merkmale
Die Gehäuse sind konisch bis abgeflacht-konisch und von mittlerer Größe. Sie sind generell schwach ornamentiert, die Embryonalwindungen sind relativ groß. Die Mündung ist elliptisch mit umgebogenen Mündungsrändern. Zähne fehlen meist, mit Ausnahme der Gattung Tulbaghinia (mit einer Art), die zwei Zähne aufweist. Im zwittrigen Genitalapparat ist der Penis mäßig lang. Er besitzt an der Innenwand ein Pfeilersystem, das aber in eine Reihe von länglichen Knoten oder Papillen umgebildet sein kann. Ein kurzer Stimulator kann vorhanden sein. Der Penisretraktor sitzt nahe dem oberen Ende. Der Samenleiter liegt eng am Penis an. Die Vagina hat keine Anhänge. Der Stiel der Spermathek ist mäßig lang und liegt dicht am Spermovidukt an.

## Geographische Verbreitung und Lebensweise
Die Vertreter der Familie Dorcasiidae sind geographisch auf das südliche Afrika beschränkt. Sie leben dort in trockenen, heißen Steppengebieten mit spärlicher Vegetation.

## Systematik
Schileyko (1999) führt drei Gattungen auf:
- Dorcasia Gray, 1838
- Trigonephrus Pilsbry, 1905
- Tulbaghinia Melvill & Ponsonby, 1898